# سیارک نوع جی

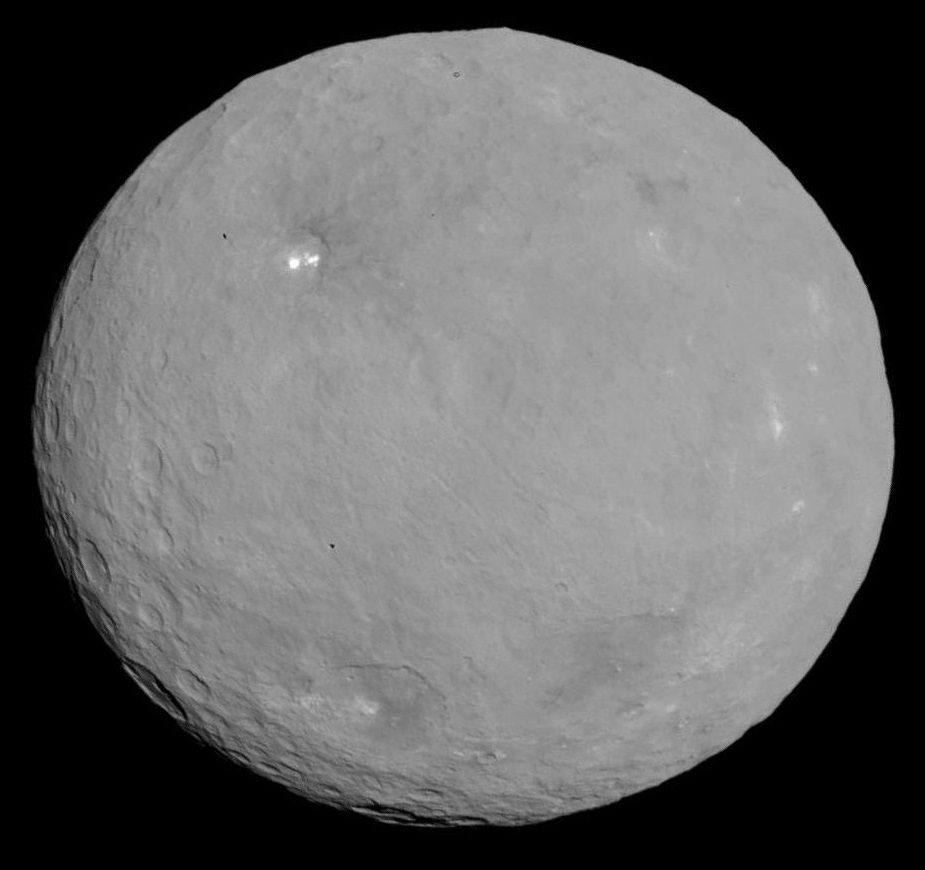
سیاره کوتوله سِرِس، بزرگ‌ترین سیارک نوع جی در منظومه شمسی است

سیارک نوع جی (انگلیسی: G-type asteroid) نوع نسبتاً غیرمعمولی از سیارک‌های کربنی هستند که تقریباً ۵ درصد از سیارک‌ها را تشکیل می‌دهند. قابل توجه‌ترین سیارک در این کلاس سرس۱ است.

## ویژگی‌ها
به‌طور کلی شبیه به سیارک‌های نوع سی است، اما دارای ویژگی جذب فرابنفش قوی زیر ۰٫۵ میکرومتر است. از این نوع جرم‌هایی با ویژگی جذب در حدود ۰٫۷ میکرومتر نیز ممکن است وجود داشته باشد که نشان‌دهندهٔ کانی‌های فیلوسیلیکات‌ها مانند خاک رس یا میکا است (که می‌توانند در دمای ۵۰۰ تا ۱۵۰۰ درجه سانتیگراد تجزیه یا ذوب شوند).
در طبقه‌بندی گونه‌های طیفی سیارک (SMASS)، بسته به وجود یا عدم وجود (به ترتیب) ویژگی جذب در ۰٫۷ میکرومتر، نوع G با انواع «Cgh» و «Cg» مطابقت دارد. نوع جی، نوع سی و برخی از انواع نادر دیگر گاهی با هم در یک «گروه سی گسترده‌تر» از سیارک‌های کربنی گروه‌بندی می‌شوند.